# Kaštel u Božjakovini
Kaštel u Božjakovini je bila fortifikacijska građevina u Božjakovini.
Pretpostavlja se da je ondje još od doba ivanovaca.1517. se godine prvi put spominje kao castellum Bosyakowyna; dotad je bila u latinskim izvorima uvijek bilježena kao Bosyako, Bosiako. (kao castrum Bosyako 1510. g. i castellum Bosyako 1525. g.). Taj kaštel danas više nema traga. Bio je dijelom sklopa vlastelinskih zgrada. Nalazio se uz rječicu Zelinu; zapadno od njega se nalazio most (srušen 1945.). 
Iznimno je postao značajnim bio nakon što su Turci zauzeli Čazmu i Dubravu 1522. godine. To je išlo do te mjere da se je od tada kaštel smatrao dijelom obrambenog sustava Zagreba i Hrvatske, a Hrvatski sabor je od onda sljedećih desetljeća višekratno donio odluke kojim se moralo utvrditi kaštel. Prvi put ga je spalio Hasan-paša 1591. Tada je opustošeno vlastelinstvo i trgovište. Kasnije je kaštel bio obnavljan, a napušten od 18. stoljeća. Bio je drven vrste wasserburg.
Kaštel je imao kapelu posvećenu sv. Ivanu Nepomuku. Dala ju je sagraditi 1744. Katarina Drašković rođ. Brandis. Katastarski zemljovid iz 1862. godine ju nalazi kao posvećenu svetom Stjepanu. Kapela je srušena 1970-ih.